# Al Habtoor Tennis Challenge
Al Habtoor Tennis Challenge — женский профессиональный международный теннисный турнир, проходящий осенью в Дубае (ОАЭ) на хардовых кортах. С 1998 года относится к женской взрослой серии ITF с призовым фондом 50 тысяч долларов и турнирной сеткой, рассчитанной на 32 участницы в одиночном разряде и 16 пар.

## Общая информация
Турнир основан в 1998 году, как часть весенней серии турниров на харде. Первое соревнование имело призовой фонд в 25 тысяч долларов США, а уже через год возрос в три раза.
С 2003 года приз перенесён на осень и с тех пор проводится ежегодно, за исключением 2004 года.
Победительницы и финалистки
Довольно крупный призовой фонд соревнования и близость ОАЭ к теннисным центрам Европы позволяют Дубаю год от года собирать относительно сильный, по меркам подобных соревнований, состав. В разные годы здесь побеждали такие сильные и известные теннисистки как Катарина Среботник (будущая № 20 одиночного рейтинга), Элени Данилиду (будущая № 13), Елена Янкович (будущая № 1), Марион Бартоли (будущая № 9), и Мария Кириленко (будущая № 10). Также весьма представителен и парный турнир — здесь в разные годы доходили до финала будущие чемпионки турниров Большого шлема Флавия Пеннетта и Катерина Бондаренко. В последние годы одиночный турнир весьма часто покоряется представительницам бывшего СССР: в 2006 году главный приз соревнований увезла украинка Катерина Бондаренко, за затем три года подряд равных себе на дубайских кортах не знали россиянки.

## Финалы прошлых лет
| Год  | Чемпионка           | Финалистка          | Счёт            |
| ---- | ------------------- | ------------------- | --------------- |
| 2021 | Дария Снигур        | Кристина Кучова     | 6-3 6-0         |
| 2020 | Сорана Кырстя       | Катерина Синякова   | 4-6 6-3 6-3     |
| 2019 | Ана Богдан          | Дария Снигур        | 6-1 6-2         |
| 2018 | Пэн Шуай            | Виктория Кужмова    | 6-3 6-0         |
| 2017 | Белинда Бенчич      | Айла Томлянович     | 6-4 0-0 — отказ |
| 2016 | Се Шувэй            | Наталья Вихлянцева  | 6-2 6-2         |
| 2015 | Чагла Бююкакчай     | Клара Коукалова     | 6-7(4) 6-4 6-4  |
| 2014 | Александра Дулгеру  | Кимико Датэ-Крумм   | 6-3 6-4         |
| 2013 | Яна Чепелова        | Мария Елена Камерин | 6-1 6-2         |
| 2012 | Кимико Датэ-Крумм   | Юлия Путинцева      | 6-1 3-6 6-4     |
| 2011 | Ноппаван Летчивакан | Кристина Младенович | 7-5 6-4         |
| 2010 | Саня Мирза          | Бояна Йовановски    | 4-6 6-3 6-0     |
| 2009 | Регина Куликова     | Сандра Заглавова    | 7-6(6) 6-3      |
| 2008 | Виталия Дьяченко    | Урсула Радваньская  | 7-5 2-6 7-5     |
| 2007 | Мария Кириленко     | Евгения Родина      | 7-5 6-2         |
| 2006 | Катерина Бондаренко | Екатерина Деголевич | 6-1 6-3         |
| 2005 | Марион Бартоли      | Кайя Канепи         | 6-2 6-0         |
| 2003 | Елена Янкович       | Генриета Надьова    | 6-2 7-5         |
| 2002 | Анжелик Виджайя     | Синобу Асагоэ       | 7-5 6-2         |
| 2001 | Элени Данилиду      | Анико Капрош        | 6-4 6-4         |
| 2000 | Адриана Герши       | Татьяна Гарбин      | 6-4 6-3         |
| 1999 | Катарина Среботник  | Энн Кремер          | 6-1 6-1         |
| 1998 | Кира Надь           | Винна Пракуся       | 6-4 6-1         |

| Год  | Чемпионки                              | Финалистки                             | Счёт              |
| ---- | -------------------------------------- | -------------------------------------- | ----------------- |
| 2018 | Алёна Фомина (2) Валентина Ивахненко   | Река Луца Яни Корнелия Листер          |                   |
| 2017 | Михаэла Бузарнеску Алёна Фомина        | Лесли Керкхове Лидия Морозова          | 6-4 6-3           |
| 2016 | Манди Минелла Нина Стоянович           | Се Шувэй Валерия Савиных               | 6-3 3-6 [10-4]    |
| 2015 | Чагла Бююкакчай Мария Саккари          | Элизе Мертенс Ипек Сойлу               | 7-6(6) 6-4        |
| 2014 | Виталия Дьяченко (2) Александра Панова | Людмила Киченок Ольга Савчук           | 3-6 6-2 [10-4]    |
| 2013 | Виталия Дьяченко Ольга Савчук          | Людмила Киченок Надежда Киченок        | 7-5 6-1           |
| 2012 | Мария Елена Камерин Вера Душевина      | Ева Грдинова Каролина Плишкова         | 7-5 6-3           |
| 2011 | Нина Братчикова Дарья Юрак             | Акгуль Аманмурадова Александра Дулгеру | 6-4 3-6 [10-6]    |
| 2010 | Юлия Гёргес (2) Петра Мартич           | Владимира Углиржова Саня Мирза         | 6-4 7-6(7)        |
| 2009 | Юлия Гёргес Оксана Калашникова         | Владимира Углиржова Рената Ворачова    | 4-6 6-2 [10-8]    |
| 2008 | Ирэна Павлович Маша Зец-Пешкирич       | Елена Чалова Валерия Савиных           | 7-6(6) 3-6 [10-3] |
| 2007 | Марина Эракович Моника Никулеску       | Юлиана Федак Анна Лапущенкова          | 7-6(1) 6-4        |
| 2006 | Мервана Югич-Салкич Елена Костанич     | Катерина Бондаренко Валерия Бондаренко | 6-3 6-0           |
| 2005 | Габриэла Навратилова Гана Шромова      | Екатерина Макарова Ольга Панова        | 7-5 6-4           |
| 2003 | Жофия Губачи Кира Надь                 | Флавия Пеннетта Адриана Серра-Дзанетти | 2-6 6-2 6-2       |
| 2002 | Кристин Фрейе Седа Норландер (2)       | Байя Моухтассине Анжелика Виджайя      | 6-2 6-4           |
| 2001 | Лоранс Куртуа Седа Норландер           | Каролина Денен Каталина Мароши-Аракама | 6-3 6-0           |
| 2000 | Татьяна Гарбин Каталин Мароши-Аракама  | Ангелика Бахманн Тина Крижан           | 7-6(5) 6-3        |
| 1999 | Оса Карлссон Лоранс Куртуа             | Лаура Голарса Ирина Селютина           | 6-3 6-7 6-0       |
| 1998 | Винна Пракуся Бенджамас Сангарам       | Петра Гашпар Людмила Вармужова         | 7-6 1-6 6-3       |